# Leopold von Hoverbeck

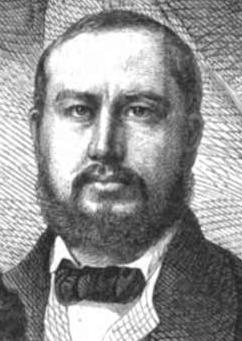
Leopold von Hoverbeck (Hermann Scherenberg, 1862)

Leopold Freiherr von Hoverbeck (* 25. Juli 1822 in Nickelsdorf bei Allenstein; † 12. August 1875 in Gersau) war ein deutscher Gutsbesitzer und Politiker in Ostpreußen.

## Leben
Leopold von Hoverbeck besuchte von 1832 bis 1840 das Collegium Fridericianum. Nach dem glänzenden Abitur studierte er Rechtswissenschaft an der Albertus-Universität Königsberg. 1840 wurde er Mitglied und Senior des Corps Littuania. Als Inaktiver wechselte er vorübergehend an die Friedrich-Wilhelms-Universität zu Berlin. Er bewirtschaftete ab 1845 Rittergüter in Ostpreußen, unter anderem Adlig Queetz bei Guttstadt, bzw. ließ diese von Gutsverwaltern bewirtschaften. Als Littuania sich 1848 auf dem Höhepunkt des Progress in eine Landsmannschaft und ein Corps teilte, stand er zur liberalen Landsmannschaft. Nach weiterer Ausbildung und Tätigkeit in der Landwirtschaft übernahm er 1857 das väterliche Gut. Im Herbst 1858 wurde er in den Ständigen Ausschuss der Volkswirtschaftlichen Gesellschaft für Ost- und Westpreußen gewählt. Von 1862 bis 1875 war er Landschaftsdirektor von Ostpreußen. Zeitlebens war er ein enger Freund des Philologen und Politikers Carl Witt.
In der liberalen Tradition seiner Familie wurde Hoverbeck im November 1858 ins Preußische Abgeordnetenhaus gewählt, dem er bis 1870 angehörte. Dort schloss er sich zunächst der gemäßigt-liberalen Fraktion Georg von Vinckes an, wechselte dann Anfang 1861 in die davon abgespaltene Fraktion der Junglitauer. Diese war einer der beiden Ausgangspunkte für die bald darauf gegründete die Deutsche Fortschrittspartei, in der Hoverbeck zu den einflussreichsten Mitgliedern zählte. Von 1867 bis 1870 saß er als Abgeordneter des Wahlkreises Berlin 2 im Reichstag des Norddeutschen Bundes.
Bei der Reichstagswahl 1871 und der Reichstagswahl 1874 kam er für den Reichstagswahlkreis Regierungsbezirk Gumbinnen 7 in den Reichstag (Deutsches Kaiserreich). Er führte die Fortschrittsfraktion.

## Familie
Hoverbecks Eltern waren der Rittmeister und Rittergutsbesitzer Ernst von Hoverbeck (1787–1868) und dessen Ehefrau Wilhelmine geb. Thiel (1794–1866).
1853 heiratete er Leopoldine Kaeswurm (* 1831). Sie war Tochter des Rittergutsbesitzers Gottlieb Kaeswurm und dessen Ehefrau Karoline geb. Wilwodinger. Beide entstammten Familien von Salzburger Exulanten. Das Paar hatte keine eigenen Kinder, aber eine Adoptivtochter.